# Omak
Omak és una població dels Estats Units a l'estat de Washington. Segons el cens del 2000 tenia 4.721 habitants.

## Demografia
Segons el cens del 2000, Omak tenia 4.721 habitants, 1.861 habitatges, i 1.220 famílies. La densitat de població era de 635,1 habitants per km².
Dels 1.861 habitatges en un 32,8% hi vivien nens de menys de 18 anys, en un 44,8% hi vivien parelles casades, en un 15,7% dones solteres, i en un 34,4% no eren unitats familiars. En el 29,8% dels habitatges hi vivien persones soles el 13,3% de les quals corresponia a persones de 65 anys o més que vivien soles. El nombre mitjà de persones vivint en cada habitatge era de 2,46 i el nombre mitjà de persones que vivien en cada família era de 2,99.
Per edats la població es repartia de la següent manera: un 27,7% tenia menys de 18 anys, un 9% entre 18 i 24, un 26,9% entre 25 i 44, un 20,9% de 45 a 60 i un 15,4% 65 anys o més.
L'edat mediana era de 35 anys. Per cada 100 dones de 18 o més anys hi havia 90 homes.
La renda mediana per habitatge era de 24.089 $ i la renda mediana per família de 31.052 $. Els homes tenien una renda mediana de 26.228 $ mentre que les dones 23.674 $. La renda per capita de la població era de 13.472 $. Aproximadament el 20% de les famílies i el 25,3% de la població estaven per davall del llindar de pobresa.

## Poblacions properes
El següent diagrama mostra les poblacions més properes.